# Brenner Souza da Silva
Brenner Souza da Silva (Cuiabá, 16 januari 2000) – alias Brenner – is een Braziliaans voetballer die doorgaans als aanvaller speelt. Hij verruilde FC Cincinnati in juli 2023 voor Udinese.

## Carrière
Brenner stroomde in 2017 door vanuit de jeugd van São Paulo. Hiervoor debuteerde hij op 22 juni 2017 in het betaald voetbal. Hij viel die dag in de 76e minuut in voor Christian Cueva tijdens een met 1–0 verloren wedstrijd in de Série A, uit bij Paranaense. Zijn eerste basisplaats volgde op 3 december 2017. Brenner begon die dag als centrumspits tijdens een competitiewedstrijd thuis tegen Bahia. Hij maakte tijdens dat duel ook zijn eerste doelpunt op het hoogste niveau, de 1–0. De wedstrijd eindigde in 1–1. Na elf wedstrijden in de Braziliaanse competitie verhuurde São Paulo Brenner in mei 2019 voor een halfjaar aan Fluminense. Na zijn terugkeer brak hij door bij de club waar hij de jeugd doorliep.
São Paulo verkocht Brenner in februari 2021 aan FC Cincinnati, waarvoor hij in de Major League Soccer ging spelen. Brenner werd direct basisspeler en miste in zijn eerste seizoen maar één wedstrijd. Zijn ploeg en hij werden dat jaar wel laatste. In het seizoen daarna werd Cincinnati mede door achttien doelpunten van Brenner vijfde. Brenner begon in februari 2023 nog met de Amerikaanse club aan seizoen 2023, maar genoot inmiddels interesse van Udinese. Hij kwam in april 2023 tot een akkoord met de club en vertrok drie maanden later naar Italië.

## Clubstatistieken
| Seizoen | Club          | Competitie          | Competitie | Competitie | Beker | Beker | Internationaal | Internationaal | Totaal | Totaal |
| Seizoen | Club          | Competitie          | Wed.       | Dlp.       | Wed.  | Dlp.  | Wed.           | Dlp.           | Wed.   | Dlp.   |
| ------- | ------------- | ------------------- | ---------- | ---------- | ----- | ----- | -------------- | -------------- | ------ | ------ |
| 2017    | São Paulo     | Série A             | 4          | 1          | 0     | 0     | 0              | 0              | 4      | 1      |
| 2018    | São Paulo     | Série A             | 6          | 1          | 3     | 1     | 2              | 0              | 11     | 2      |
| 2019    | São Paulo     | Série A             | 1          | 0          | 0     | 0     | 0              | 0              | 1      | 0      |
| 2019    | → Fluminense  | Série A             | 5          | 0          | 1     | 0     | 0              | 0              | 6      | 0      |
| 2020    | São Paulo     | Série A             | 27         | 11         | 6     | 6     | 6              | 4              | 39     | 21     |
| 2021    | FC Cincinnati | Major League Soccer | 33         | 8          | 0     | 0     | 0              | 0              | 33     | 8      |
| 2022    | FC Cincinnati | Major League Soccer | 29         | 18         | 0     | 0     | 0              | 0              | 29     | 18     |
| 2023    | FC Cincinnati | Major League Soccer | 8          | 1          | 0     | 0     | 0              | 0              | 8      | 1      |
| 2023/24 | Udinese       | Serie A             | 0          | 0          | 0     | 0     | 0              | 0              | 0      | 0      |
| Totaal  | Totaal        | Totaal              | 113        | 40         | 10    | 7     | 8              | 4              | 131    | 51     |

Bijgewerkt t/m 8 juli 2023

## Interlandcarrière
Brenner won in 2017 met Brazilië –17 het Zuid-Amerikaans kampioenschap voetbal onder zeventien. Hij nam later dat jaar ook met Brazilië –17 deel aan het WK –17. Hierop werden zijn ploeggenoten en hij derde, nadat ze in de halve finale verloren van de latere toernooiwinnaar Engeland –17.
1 Silvestri ·
2 Ebosele · 
4 Lovrić ·
5 Guessand ·
6 Zarraga ·
7 Success ·
8 Quina ·
9 Davis ·
10 Deulofeu ·
12 Kamara ·
13 Ferreira ·
14 Abankwah ·
15 Buta ·
17 Lucca ·
18 Pérez ·
19 Ehizibue ·
20 Semedo ·
22 Brenner ·
23 Ebosse ·
24 Samardžić ·
26 Thauvin  ·
27 Kabasele ·
28 Benkovic ·
29 Bijol ·
30 Giannetti ·
31 Kristensen ·
32 Payero ·
33 Zemura ·
34 Diawara ·
40 Okoye ·
79 Pejičić ·
93 Padelli ·
99 Piana ·
Karlström ·
Ekkelenkamp ·
Esteves ·
Bravo ·
Pizarro ·
Coach: Runjaic